# Nehemias Trebitsch
Nehemias Trebitsch, též Menachem Nachum Trebitsch (14. srpna 1779, Praha – 4. července 1842, Praha) byl moravsko-slezský zemský rabín v letech 1832–1842. V této funkci se v duchu konzervatismu snažil zabránit tomu, aby si moravské židovské komunity volily liberálněji smýšlející rabíny. Umíněným prosazováním své autority ovšem Trebitsch vyvolal ostré spory s několika židovskými komunitami i liberálnějšími rabíny. Kontroverze nakonec skončily v jeho neprospěch.

## Život

### Cesta k moravskému zemskému rabinátu
Nehemias Trebitsch byl synem Seligmanna Trebitsche, chazana ve Staronové synagoze. Po smrti otce byl vychováván Jacobem Günsbergem, předním pražským talmudistou. Roku 1811 jej Günsberg ordinoval na rabína a Trebitsch začal vyučovat v pražské ješivě. Roku 1813 se stal rabínem v Klausové synagoze v Praze. Na doporučení moravského zemského rabína Mordechaje Beneta jej Židé v Prostějově zvolili roku 1825 svým rabínem; Trebitsch se tam přestěhoval následujícího roku.
Roku 1830 byl Trebitsch zvolen moravských zemským rabínem, ocitl se však po svém populárním předchůdci Mordechaji Benetovi ve velmi obtížné pozici, neboť nedosahoval jeho výborných kvalit, což si také sám uvědomoval. Isaias Benet, syn Mordechaje Beneta, se navíc po neúspěšné kandidatuře na moravského zemského rabína snažil na tuto pozici dostat skrze dopisy císaři. Ve své snaze sice neuspěl, podařilo se mu však zdržet potvrzení volby Trebitsche říšskou dvorskou kanceláří, ke kterému došlo až roku 1832.
Dokud ovšem Trebitsch nebyl potvrzen, nemohl svou funkci vykonávat, a nebyl proto ani schopen zabránit tomu, že jeho nástupcem v Prostějově byl roku 1831 zvolen proreformní rabín Löw Schwab. Na základě této zkušenosti tedy Trebitsch po svém potvrzení umíněně bránil tomu, aby si některá další židovská komunita zvolila proreformně smýšlejícího rabína. Roku 1833 se Trebitsch obrátil na Moravskoslezské gubernium, jež mu svým výnosem přiznala právo, na jehož základě mohl zemský rabín navrhovat při volbě rabínů v židovských komunitách všechny kandidáty nebo dokonce svého kandidáta na pozici rabína dosadit, pokud příslušná komunita jeho kandidátku nerespektovala.

### Opozice vůči Trebitschovi
Některé komunity (zejména Loštice, Prostějov a Rousínov) však tento výnos ignorovaly a najímaly si nového rabína bez Trebitschova vědomí. Trebitsch se snažil komunity přimět k tomu, aby přijaly jeho kandidáty, zvolení rabíni (Abraham Neuda a Hirsch Baer Fassel) ovšem přešli do protiútoku a obvinili zemského rabína ze svévolného udělování certifikátů a diskriminace kandidátů preferujících němčinu, což bylo v rozporu s říšským nařízením z roku 1820, které zemskému rabínovi nařizovalo šíření němčiny mezi Židy. Ačkoli se možná jednalo o nepodložená tvrzení, Moravské gubernium je vzalo v potaz a roku 1838 vydalo nové nařízení. Gubernium Trebitsche napomenulo, odebralo mu právo navrhovat rabínské kandidáty a potvrdilo Fassela jako rabína v Prostějově.
Další spory se rozpoutaly, když se Trebitsch snažil prosadit své příbuzné za rabíny v Rousínově a Miroslavi. Mezitím se Abrahamovi Neudovi podařilo získat několikeré potvrzení o způsobilosti k funkci rabína. Moravské gubernium nakonec roku 1841 navrhlo kompromisní řešení: Neuda měl předstoupit před komisi, v níž měli kromě Trebitsche zasedat také dva další moravští rabíni a katolický komisař. Neuda tuto zkoušku úspěšně složil a mohl se vrátit do Loštic.
To pro Trebitsche znamenalo obrovské ponížení a definitivní porážku. Židovské obce, jež se s Trebitschem přely, již dále autoritu zemského rabína nerespektovaly, což bylo možné i díky tomu, že Moravské gubernium s stále více s Trebitschovými odpůrci sympatizovalo. Roku 1842 Nehemias Trebitsch záhy zemřel při své ozdravné cestě do Karlových Varů.
Jeho dcera Regina Rivka (1812–1898) byla manželkou rabína Jakoba Brülla (1812–1889). Jejich synem byl teolog a učenec Adolf Brüll (1846–1908).

## Dílo
- Šelom Jerušalajim. Vídeň: Anton Schmid, 1821.